# Las Cruces (Nouveau-Mexique)
Pour les articles homonymes, voir Las Cruces.
La ville de Las Cruces est le siège du comté de Doña Ana, dans l’État du Nouveau-Mexique, aux États-Unis. Son nom signifie en espagnol « à la croisée (des chemins) ». Elle est située dans la partie sud-ouest de l'État, au nord d’El Paso (Texas), et nichée au centre d’une région agricole irriguée par le Río Grande, fleuve qui borde le côté ouest de la ville. Lors du recensement de 2010, la ville comptait 97 618 habitants — majoritairement latinos, ce qui en faisait la deuxième plus grande ville du Nouveau-Mexique après Albuquerque. La chaîne de montagnes Organ se trouve à l’est de la ville.

## Démographie
| Groupe            | Las Cruces | Nouveau-Mexique | États-Unis |
| ----------------- | ---------- | --------------- | ---------- |
| Blancs            | 75,3       | 68,4            | 72,4       |
| Autres            | 15,3       | 15,1            | 6,2        |
| Métis             | 3,5        | 3,8             | 2,9        |
| Afro-Américains   | 2,4        | 2,1             | 12,6       |
| Amérindiens       | 1,8        | 9,4             | 0,9        |
| Asiatiques        | 1,6        | 1,4             | 4,8        |
| Océaniens         | 0,1        | 0,1             | 0,2        |
| Total             | 100        | 100             | 100        |
|                   |            |                 |            |
| Latino-Américains | 56,8       | 46,3            | 16,7       |

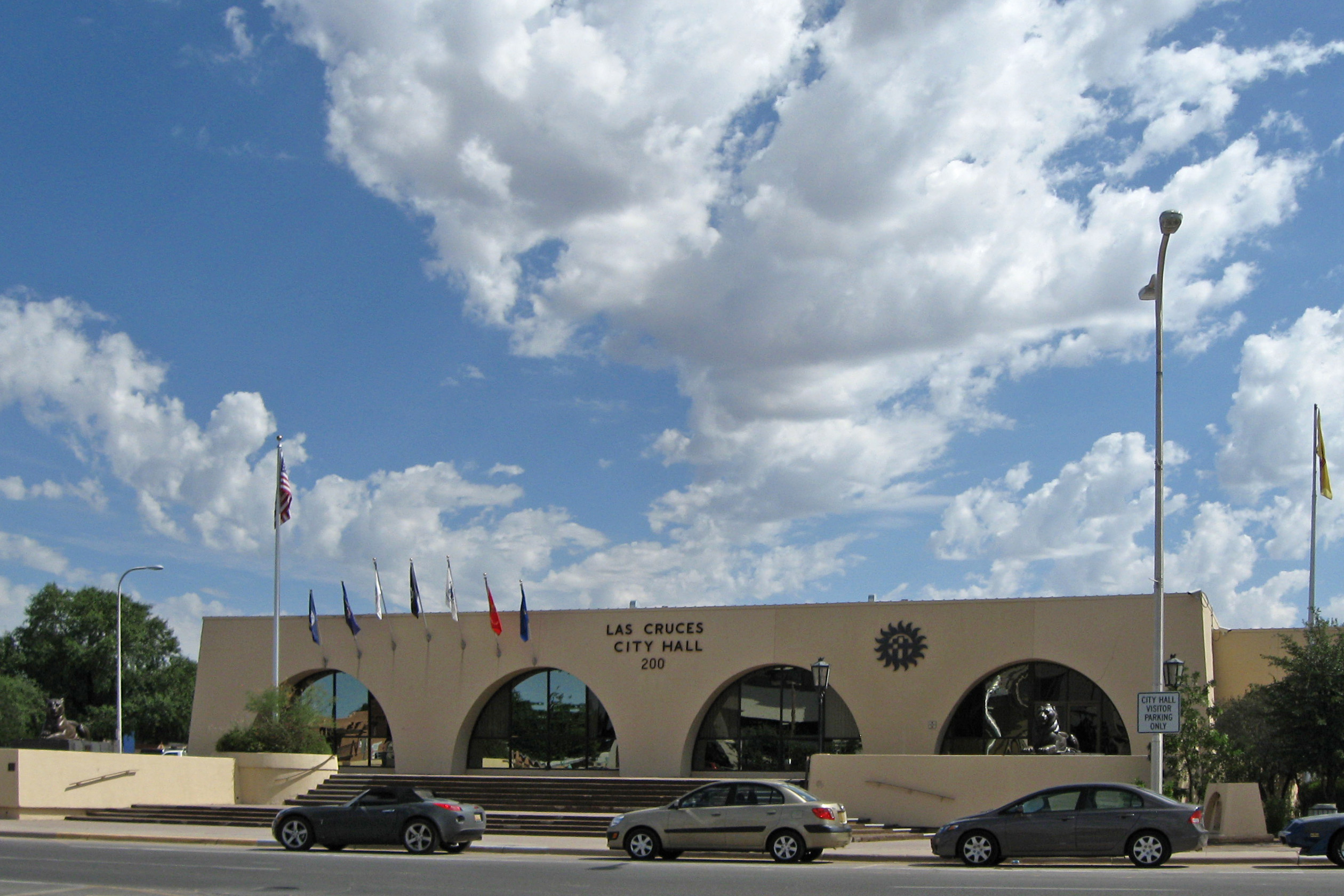
L'hôtel de ville.

Selon l'American Community Survey, pour la période 2011-2015, 61,31 % de la population âgée de plus de 5 ans déclare parler l'Espagnol à la maison, 35,74 % l'Anglais, 0,51 % une langue chinoise et 2,44 % une autre langue.

## Université
Las Cruces est le site du campus de l'université d'État du Nouveau-Mexique (New Mexico State University/NMSU).

## Transport
Spaceport America, premier port spatial grand public développé par la société Virgin Galactic. Premier tir en 2006.

## Religion
Le diocèse de Las Cruces a pour siège la cathédrale du Cœur-Immaculé-de-Marie. Il compte également une basilique, la basilique San Albino de Mesilla.

## Centre spatial
Le White Sands Test Facility (WSTF) est un établissement de l'agence spatiale américaine (NASA) qui comporte des bancs d'essais de moteur-fusée et est utilisé pour tester et évaluer des matériels aérospatiaux dangereux. L'établissement, qui a été créé en 1963, est situé à une vingtaine de kilomètres de Las Cruces.